# Guldbaldrian
Guldbaldrian (Patrinia) er en slægt af stauder, som er udbredt med nogle få arter i Østasien og især i Japan. Det er lave planter med dybt indskårne blade og gule blomster i skærmlignende stande. Her nævnes kun de arter, som dyrkes i Danmark.
| Arter |

- Patrinia gibbosa
- Patrinia scabiosifolia
- Patrinia triloba

- Patrinia scabiosifolia
- Patrinia villosa